# Burg Eppenstein
Die Burg Eppenstein, später auch Alt-Eppenstein genannt, ist eine mittelalterliche Burgruine oberhalb des Ortes Eppenstein in der westlichen Obersteiermark. Das Gebiet gehört zum Bezirk Murtal.

## Geographische Lage
Die ehemalige Höhenburg befindet sich direkt oberhalb des Ortes Eppenstein auf einem steilen Felssporn auf einer Höhe von rund 736 m ü. A. Im Mittelalter führte unterhalb der Burg – im engen Granitzental – eine wichtige Nord-Süd-Handelsroute über den Obdacher Sattel.

## Geschichte
Burg Eppenstein wird 1160 im Besitz des Adelsgeschlechtes der Traungauer erstmals urkundlich als castrum Eppenstein erwähnt. Vermutlich geht sie jedoch auf eine aus dem 10. Jahrhundert gebaute Holzburg zurück. Ob sich die Markgrafen von Eppenstein nach dieser Burg nannten, ist nicht genau gesichert, es existierte westlich der Burg Alt-Eppenstein noch eine Burg, die in Holz-Erde-Bauweise errichtet war. Das Geschlecht starb allerdings bereits 1122 aus und die Burg kam in den Besitz der Familie der Wildonier. Als diese sich an einer Verschwörung gegen den böhmischen König Ottokar beteiligten, wurde die Burg enteignet und von Gefolgsleuten des Königs besetzt, der während des Interregnums Teile von Österreich beherrschte.
Nach Ottokars Niederlage gegen Habsburg in der Schlacht auf dem Marchfeld 1278 gelang es den Wildoniern, die Burg wieder zu besetzen. Ottokars Gefolgsleute, die auf der Burg verblieben, wurden alle niedergemacht, die Burg kam indes bald in andere Hände: Es folgten als Burgherren die Kärntner Herzöge, die Geschlechter Colledo, Nádasdy, Pranckh, Sessler, Graben und andere. 1478 wurde die Burg umfangreich im gotischen Stil umgebaut, wechselte aber wieder häufiger den Besitzer. Unter anderem wurde sie von einem ungarischen Heer erobert. Eigentlich galt die Burg als uneinnehmbar und fiel auch nur durch Verrat.
Nach einem verheerenden Brand und einem Erdbeben 1570 wurde die Burg zwar wieder aufgebaut, aber mit dem Bau des Schlosses Neu-Eppenstein obsolet. 1583 wurde sie als baufällig beschreiben. Anfang des 17. Jahrhunderts war die Ruine nicht mehr bewohnt und verfiel bis zu dem Zustand, in dem sie heute ist. Derzeit versucht der Burgenverein Eppenstein die Ruine zu sanieren und zu restaurieren.

## Anlage
Die Burg ist als Höhen- und Ringburg angelegt. Der Bergfried stand zentral auf dem höchsten Punkt des Felsens. Da es sich um eine Höhenburg handelte, war die Anlage einer zusätzlichen Motte nicht nötig. Der Bergfried war von einer fünfeckigen Ringmauer umgeben. Das massive Torhaus war von einem Graben gesichert, der mittels einer Zugbrücke überquert werden konnte. Die Torburg und der Pallas mit Bergfried stellten die massivsten Verteidigungsanlagen der Burg dar. Die Ringmauer schützte vornehmlich die innerhalb der Burg existierenden Wirtschaftsgebäude. Es wurden dann in gotischer Zeit auch noch zwei Bastionen aufgebaut, die Artillerie aufnehmen sollten. Der Zugang zu Burg ist nur durch einen schmalen Steig möglich. Daher auch die damalige Annahme, die Burg sei uneinnehmbar.